# Серийная техника
Сери́йная те́хника (нем. Reihentechnik) — техника музыкальной композиции, использующая в качестве звуковысотной основы музыкального произведения ряд («серию») неповторяющихся звуков. Метод серийной техники систематически использовался в творчестве композиторов Новой венской школы (наиболее последовательно — у А. Веберна), хотя подходы к этому методу наблюдаются в творчестве и более ранних композиторов.
Наиболее распространённая разновидность серийной техники — додекафония, использующая серии из 12 неповторяющихся высот. Известны примеры недодекафонной серийной техники, с меньшим, чем 12 (например, в позднем творчестве И. Ф. Стравинского; подробный список примеров олиготоновых серий у композиторов см. в англоязычной Википедии), или с бо́льшим, чем 12, количеством звуков (примеры см. там же).